# Kanton Lézardrieux
Der Kanton Lézardrieux war bis 2015 ein französischer Wahlkreis im Arrondissement Lannion, im Département Côtes-d’Armor und in der Region Bretagne; sein Hauptort war Lézardrieux. Letzter Vertreter im Generalrat des Départements war von 2001 bis 2015 Yves le Roux (PS).

## Gemeinden
| Gemeinde         | Bretonisch      | Einwohner (2022) | Fläche (km²) | Code postal | Code Insee |
| ---------------- | --------------- | ---------------- | ------------ | ----------- | ---------- |
| Kerbors          | Kerborzh        | 286              | 6.88         | 22610       | 22085      |
| Lanmodez         | Lanvaodez       | 400              | 4.15         | 22610       | 22111      |
| Lézardrieux      | Lezardrev       | 1.632            | 11.91        | 22740       | 22127      |
| Pleubian         | Pleuvihan       | 2.334            | 20.16        | 22610       | 22195      |
| Pleudaniel       | Planiel         | 925              | 18.42        | 22740       | 22196      |
| Pleumeur-Gautier | Pleuveur-Gaoter | 1.186            | 18.99        | 22740       | 22199      |
| Trédarzec        | Tredarzeg       | 1.069            | 11.68        | 22220       | 22347      |
| Kanton           | Lezardrev       | 8.091            | 92.19        | -           | 2221       |

## Bevölkerungsentwicklung
| 1962   | 1968 | 1975 | 1982 | 1990 | 1999 | 2006 | 2012 |
| ------ | ---- | ---- | ---- | ---- | ---- | ---- | ---- |
| 10.319 | 9922 | 9217 | 9028 | 8513 | 8215 | 8090 | 8091 |